# Майское (Херсонская область)
Майское (укр. Майське) — село в Новоалександровской сельской общине Бериславского района Херсонской области Украины.
Население по переписи 2001 года составляло 2 человека, указавших украинский язык родным. Почтовый индекс — 74223. Телефонный код — 5533. Код КОАТУУ — 6524185002.

## Местный совет
74223, Херсонская обл., Нововоронцовский район, с. Петропавловка, ул. Советская, 1